# Neurachne
Neurachne é um género botânico pertencente à família Poaceae.